# Dryopomera malayana
Dryopomera malayana es una especie de coleóptero de la familia Oedemeridae.

## Distribución geográfica
Habita en Malasia.